# Isidre Prunés
Isidre Prunés i Magrans (Barcelona, 23 de junio de 1948 - 25 de julio de 2014) fue un escenógrafo y figurinista de teatro, ópera y cine, y miembro fundador de la Asociación de Escenógrafos de Cataluña. Titulado Superior en Arte Dramático, en la especialidad de Escenografía por el Instituto del Teatro de Barcelona y discípulo de Fabià Puigserver, inició su actividad en 1975 formando equipo con Montse Amenós hasta 1995. Posteriormente desarrolló en solitario su carrera profesional hasta el 2014, tanto en escenografías como en vestuarios. Entre las compañías y dramaturgos para los que colaboró están la mayoría de montajes de Dagoll Dagom (Els pirates, Mar i cel ) y directores escénicos como Lluís Pasqual en Hamlet, La tempestad, Chateau Margaux-La viejecita (Teatro Arriaga de Bilbao), Il Prigionero (Ópera Nacional de París), La casa de Bernarda Alba (TNC) y Suor Angelica (Teatro Real de Madrid),  Àngel Alonso en Maria Rosa, Vicente Pradal en Romancero gitano, Carles Alberola y Joan Lluís Bozzo en la III y la V Gala de los Premios Max y Joan Ollé, Adolfo Marsillach, Pere Planella, Carme Portaceli entre otros.
Compaginó su labor de creación con el ejercicio de la docencia en las especialidades de escenografía y diseño de vestuario, en el Instituto del Teatro de Barcelona, ESCAC-Escuela Superior de Cine y Audiovisuales de Cataluña, Eina-Escola de Disseny i Art y IED-Instituto Europeo di Design.
En cine participó en La miraculosa vida del Pare Vicenç, Daniya, Faust  y El niño de la luna, así como en el montaje de las exposiciones: Los cementerios de Barcelona, Dalí y los libros y El regreso de los dinosaurios.
A lo largo de su carrera fue galardonado con el Premio Nacional de Escenografía, Premios Max por Los Piratas y Mar i Cel, Premio Goya al mejor vestuario por la película El niño de la luna de Agustí Villaronga y Premio de Cine de la Generalidad por Daniya.
Se puede consultar su fondo personal en el Centro de Documentación del Museo de las Artes Escénicas de Barcelona.

## Obras

### Escenografía
- 2010 - Nit de Sant Joan, Dagoll-Dagom. Escenografía y vestuario junto a Montse Amenós. Dirección: Carles Alberola. Teatro Scenic.
- 2006 - Mikado, de Gilbert i Sullivan. Dagoll-Dagom. Teatro Apolo (Barcelona)
- 2004 - María Rosa de Àngel Guimerà. Dirección: Ángel Alonso. Teatro Nacional de Cataluña (Barcelona)
- 2004 - Mar i cel, de Guimerà/Bru de la Sala/Guinovart. Dirección: Joan Lluís Bozzo. Dagoll-Dagom. Teatro Nacional de Cataluña (Barcelona)
- 2003 - Romancero gitano, espectáculo musical. Dirección: Vicente Pradal. TNT (Toulouse)
- 2002 - Spot. Dirección: Carles Alberola. Albena Teatre (Valencia)
- 2002 - V Gala de entrega de los Premios Max. Dirección: Joan Lluís Bozzo. Teatro Principal de Valencia (Valencia)
- 2001 - Faust. Dirección artística. Dirección: Brian Yuzna. Fantastic Factory-Filmax.
- 2000 - III Gala de entrega de los Premios Max. Dirección: Carles Alberola. Teatro de la Maestranza de Sevilla - TV2 (Sevilla)
- 2000 - Violeta violada. Companyia Vol-Ras. Teatro Principal (Castelló)
- 1999 - Els pirates, de Dagoll-Dagom. Dirección: Joan Lluís Bozzo. Teatre Victòria (Barcelona)
- 1997 - Violeta II, de Ramón Oller. I.T. Dansa - Jove Companyia. Instituto del Teatro (Barcelona)
- 1996 - Rigoletto, de Verdi. Dirección: Joan Lluis Bozzo. Gran Teatro del Liceo (Barcelona)
- 1996 - El triunfo del amor, de Marivaux. Dirección: Carme Portaceli. Mercado de las Flores (Barcelona)
- 1995 - T’odio amor meu, de Dorothy Parker. Dirección: Joan Lluís Bozzo. Música: Cole Porter. Dagoll-Dagom. Teatre Victòria (Barcelona)
- 1995 - Arsènic i puntes de coixí, de Joseph Kesselring. Dirección: Anna Lizarán. Teatre Lliure (Barcelona)
- 1994 - Queridos míos, es preciso contaros ciertas cosas, de Agustín Gómez Arcos. Dirección: Carme Portaceli. Teatro María Guerrero (Madrid)
- 1994 - Shirley Valentine, de Willy Russell. Dirección: Rosa Mª Sarda. Sala Villarroel (Barcelona)
- 1994 - Les alegres casades de Windsor, de W. Shakespeare. Dirección: Carme Portaceli. Teatre Grec (Barcelona)
- 1993 - Historietes, de Dagoll-Dagom. Grec'93 - Teatre Fortuny (Reus)
- 1992 - El dol escau a electra, de E. O’Neill/J. Graells. Dirección: Josep Montanyès. Teatre Lliure (Barcelona)
- 1992 - Flor de nit, de M. Vázquez Montalbán/A. Guinovart. Dirección: Joan Lluís Bozzo. Dagoll-Dagom. Teatre Victòria (Barcelona)
- 1991 - El Parc, de Botho Strauss. Dirección: Carme Portaceli. Teatre Lliure (Barcelona)
- 1991 - Trucades a mitjanit, de Enric Bogosian. Dirección: Pere Planella. Mercado de las Flores (Barcelona)
- 1991 - Interview de Mrs. Muerta Smith con sus fantasmas, de Agustín Gómez Arcos. Teatro de Nuevas Tendencias-Sala Olimpia (Madrid)
- 1990 - La Misión, de Heiner Müller. Dirección: Carme Portaceli. Mercado de las Flores (Barcelona)
- 1990 - Restauració, de Eduardo Mendoza. Dirección: Ariel García Valdés. Centro Dramático de la Generalidad de Cataluña. Teatro Romea (Barcelona)
- 1988 - Mar i cel, de Guimerà/Bru de la Sala/Guinovart. Dirección: Joan Lluís Bozzo. Dagoll-Dagom. Teatre Victòria (Barcelona)
- 1987 - El 30 d’abril, de Joan Oliver. Dirección: Pere Planella. Teatre Lliure (Barcelona)
- 1987 - Daniya. Dirección artística. Dirección: Carles Mira
- 1986 - Mikado, de Gilbert i Sullivan. Dagoll-Dagom. Teatre Grec-Teatre Victòria (Barcelona)
- 1986 - Mel salvatge, de Chejov-Frayn. Dirección: Pere Planella. Centro Dramático de la Generalidad de Cataluña. Teatro Romea (Barcelona)
- 1985 - Anselmo B, de Francisco Melgares. Dirección: Adolfo Marsillach. Centro Dramático Nacional - Teatro Mª Guerrero (Madrid)
- 1983 - Glups, de Lauzier. Dagoll-Dagom. Teatre Victoria (Barcelona)
- 1983 - Mata-hari, de Adolfo Marsillach. Dirección: Adolfo Marsillach. Teatro Calderón (Madrid)
- 1982 - Marat Sade, de Peter Weiss. Dirección: Pere Planella. Centro Dramático de la Generalidad de Cataluña. Teatro Romea (Barcelona)
- 1981 - La nit de Sant Joan. Dagoll-Dagom. Teatro Romea (Barcelona)
- 1980 - Las bragas, de Carl Sternheim. Dirección: Angel Facio. C.D.N. - Teatro Bellas Artes (Madrid)
- 1979 - Hamlet, de W. Shakespeare. Dirección: Pere Planella. Plaça del Rei - Teatro Romea (Barcelona)
- 1978 - Antaviana, de Pere Calders. Dagoll-Dagom. Sala Villarroel (Barcelona)
- 1978 - Plany en la mort d’Enric Ribera, de Rudolf Sirera. Dirección: Joan Ollé. Companyia Celobert - Sala Villarroel (Barcelona)

### Vestuario
- 2014 - Suor Angelica, de Giacomo Puccini. Dirección: Lluís Pasqual. Gran Teatro del Liceo (Barcelona)
- 2014 - Il prigioniero, de Luigi Dallapiccola. Dirección: Lluís Pasqual. Gran Teatro del Liceo (Barcelona)
- 2014 - La Tosca, de Giacomo Puccini. Dirección: Paco Azorín. Gran Teatro del Liceo (Barcelona)
- 2012 - Suor Angelica, de Giacomo Puccini. Dirección: Lluís Pasqual. Teatro Real (Madrid)
- 2012 - Il prigioniero, de Luigi Dallapiccola. Dirección: Lluís Pasqual. Teatro Real (Madrid)
- 2012 - Quitt els irresponsables són en vies d’extinció, de Peter Handke. Dirección: Lluís Pasqual. Teatre Lliure (Barcelona)
- 2012 - El mercader de Venecia, de William Shakespeare. Dirección: Rafel Duran. Teatro Nacional de Cataluña (Barcelona)
- 2011 - Celebració de Harold Pinter. Dirección: Lluís Pasqual. Teatre Lliure (Barcelona)
- 2010 - Nit de Sant Joan. Dagoll-Dagom. Escenografía i Vestuario junto a Montse Amenós. Dirección: Carles Alberola. Teatro Scenic.
- 2009 - Chateau Margaux-La viejecita, de Manuel Fernández Caballero. Dirección: Lluís Pasqual. Teatro Arriaga (Bilbao)
- 2009 - La casa de Bernarda Alba, de Federico García Lorca. Dirección: Lluís Pasqual. Teatro Nacional de Cataluña (Barcelona)
- 2008 - Le prisionnier, de Luigi Dallapicola. Ode à Napoleón, de Arnold Schoenberg. Dirección: Lluís Pasqual. Opera National de Paris – Palais Garnier (París)
- 2007 - Mòbil, de Sergi Belbel. Dirección: Lluís Pasqual. Teatre Lliure (Barcelona)
- 2006 - Hamlet de W. Shakespeare. Vestuario:  Cèsar Olivar e Isidre Prunés. Dirección: Lluís Pasqual. Teatro Arriaga (Bilbao)
- 2006 - La tempestad, de W. Shakespeare. Vestuario: Cèsar Olivar e Isidre Prunés. Dirección: Lluís Pasqual. Teatro Arriaga (Bilbao)
- 2004 - Mar i cel, de Guimerà/Bru de la Sala/Guinovart. Dirección: Joan Lluís Bozzo. Dagoll-Dagom. Teatro Nacional de Cataluña (Barcelona)
- 2003 - Romancero gitano. Espectáculo musical. Dirección: Vicente Pradal. TNT (Toulouse)
- 2002 - V Gala de entrega de los Premios Max. Dirección: Joan Lluís Bozzo. Teatro Principal de Valencia (Valencia)
- 2000 - Terra baixa, de Àngel Guimerà. Dirección: Ferran Madico. Teatro Nacional de Cataluña (Barcelona)
- 2000 - III Gala de entrega de los Premios Max. Dirección: Carles Alberola. Teatro de la Maestranza de Sevilla - TV2 (Sevilla)
- 2000 - Violeta violada. Companyia Vol-Ras. Teatro Principal (Castelló)
- 1999 - Els pirates, de Dagoll-Dagom. Dirección: Joan Lluís Bozzo. Teatre Victòria (Barcelona)
- 1998 - Corre, corre diva. Direcció: Ramón Oller. Companyia Metros - Festival Castell de Peralada (Peralada-Gerona)
- 1997 - Pigmalió, de G. Bernard Shaw. Dirección: Joan Lluís Bozzo. Dagoll-Dagom. Teatro Poliorama (Barcelona)
- 1997 - Violeta II, de Ramon Oller. I.T. Dansa - Jove Companyia. Instituto del Teatro (Barcelona)
- 1996 - Rigoletto, de Verdi. Dirección: Joan Lluis Bozzo. Gran Teatro del Liceo (Barcelona)
- 1996 - El triunfo del amor, de Marivaux. Dirección: Carme Portaceli. Mercado de las Flores (Barcelona)
- 1995 - T’odio amor meu, de Dorothy Parker. Dirección: Joan Lluís Bozzo. Música: Cole Porter. Dagoll-Dagom. Teatre Victòria (Barcelona)
- 1995 - Arsènic i puntes de coixí, de Joseph Kesselring. Dirección: Anna Lizarán. Teatre Lliure (Barcelona)
- 1994 - Queridos míos, es preciso contaros ciertas cosas, de Agustín Gómez Arcos. Dirección: Carme Portaceli. Teatro María Guerrero (Madrid)
- 1994 - Shirley Valentine, de Willy Russell. Dirección: Rosa Mª Sarda. Sala Villarroel (Barcelona)
- 1994 - Les alegres casades de Windsor, de W. Shakespeare. Dirección: Carme Portaceli. Teatre Grec (Barcelona)
- 1993 - Historietes, de Dagoll-Dagom. Grec'93 - Teatre Fortuny (Reus)
- 1992 - Flor de nit, de M. Vázquez Montalbán/A. Guinovart. Dirección: Joan Lluís Bozzo. Dagoll-Dagom. Teatre Victòria (Barcelona)
- 1991 - El Parc, de Botho Strauss. Dirección: Carme Portaceli. Teatre Lliure (Barcelona)
- 1991 - Trucades a mitjanit de Enric Bogosian. Dirección: Pere Planella. Mercado de las Flores (Barcelona)
- 1991 - Interview de Mrs. Muerta Smith con sus fantasmas, de Agustín Gómez Arcos. Teatro de Nuevas Tendencias-Sala Olimpia (Madrid)
- 1990 - Nit de reis, de W. Shakespeare. Dirección: Konrad Zschiedrich. Talleret de Salt. Grec'90 - Mercado de las Flores (Barcelona)
- 1990 - La Misión, de Heiner Müller. Dirección: Carme Portaceli. Mercado de las Flores (Barcelona)
- 1988 - Mar i cel, de Guimerà/Bru de la Sala/Guinovart. Dirección: Joan Lluís Bozzo. Dagoll-Dagom - Teatre Victòria (Barcelona)
- 1986 - Mikado, de Gilbert i Sullivan. Dagoll-Dagom. Teatre Grec-Teatre Victòria (Barcelona)
- 1986 - Mel salvatge, de Chejov-Frayn. Dirección: Pere Planella. Centro Dramático de la Generalidad de Cataluña. Teatro Romea (Barcelona)
- 1985 - Anselmo B, de Francisco Melgares. Dirección: Adolfo Marsillach. Centro Dramático Nacional - Teatro Mª Guerrero (Madrid)
- 1983 - Glups, de Lauzier. Dagoll-Dagom. Teatre Victoria (Barcelona)
- 1983 - Mata-hari, de Adolfo Marsillach. Dirección: Adolfo Marsillach. Teatro Calderón (Madrid)
- 1982 - Marat Sade, de Peter Weiss. Dirección: Pere Planella. Centro Dramático de la Generalidad de Cataluña. Teatro Romea (Barcelona)
- 1980 - Las bragas, de Carl Sternheim. Dirección: Angel Facio. C.D.N. - Teatro Bellas Artes (Madrid)
- 1981 - La nit de Sant Joan, de Dagoll-Dagom. Dirección: Joan Lluís Bozzo. Teatro Romea (Barcelona)
- 1979 - Hamlet, de W. Shakespeare. Dirección: Pere Planella. Plaça del Rei - Teatro Romea (Barcelona)
- 1978 - Antaviana, de Pere Calders. Dirección: Joan Lluís Bozzo. Dagoll-Dagom. Sala Villarroel (Barcelona)
- 1978 - Plany en la mort d’Enric Ribera, de Rudolf Sirera. Dirección: Joan Ollé. Companyia Celobert - Sala Villarroel (Barcelona)

## Premios
- Premio Nacional de Escenografía (1986)[6]
- Premio Nacional de Cinema de la Generalidad de Cataluña al mejor técnico por Daniya (1988)[7]
- Premio Goya al mejor diseño de vestuario por El niño de la luna (1990)
- Premio Max de les artes escénicas al mejor figurinista por Els pirates (2000)
- Premio Max de les artes escénicas a la mejor escenografía por Mar i Cel (2006)
- Premio Butaca al mejor vestuario por Nit de Sant Joan (2011)